# Tyr Halen

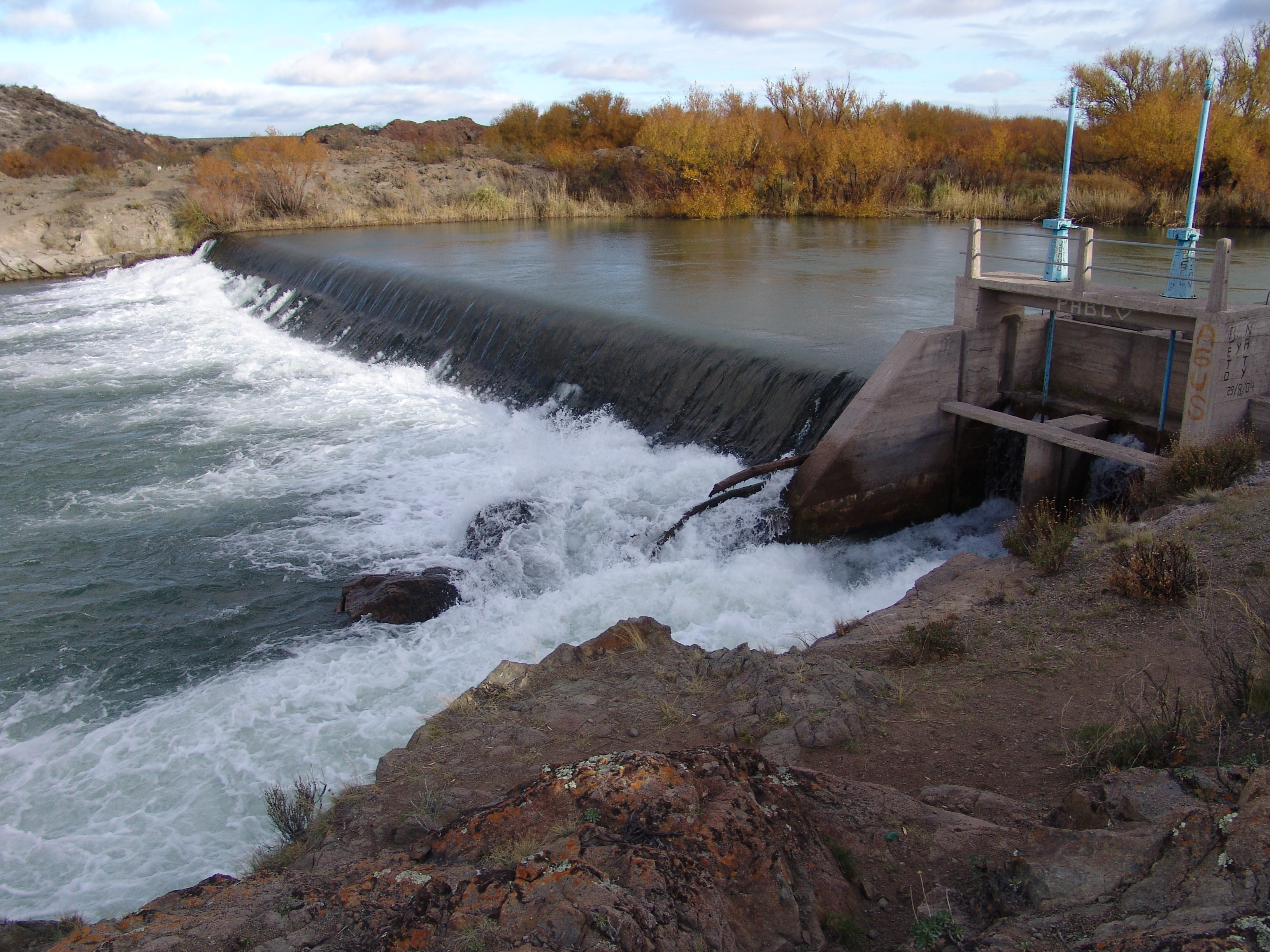
Boca Toma

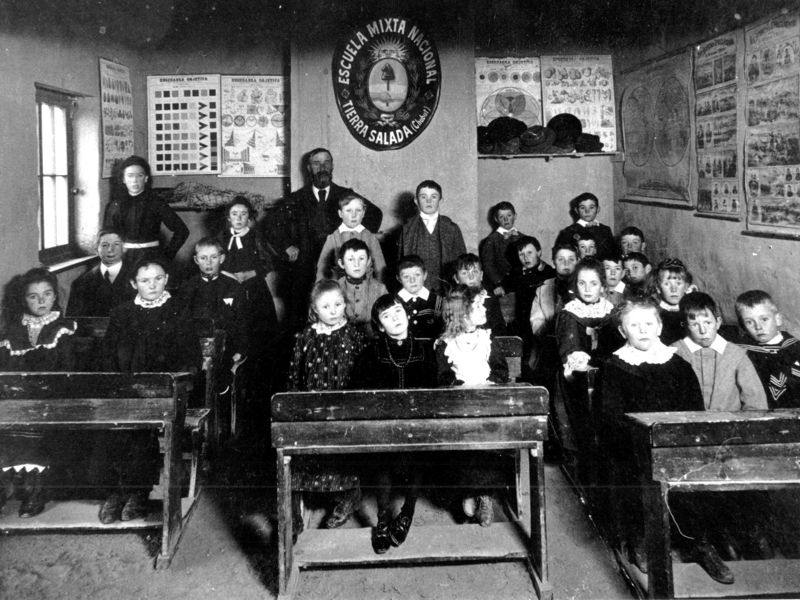
Escuela Mixta Nacional de Tierra Salada en 1910.

Tyr Halen o Tir Halen (Tierra salada en idioma galés) es la zona rural ubicada en el extremo oeste del Valle inferior del río Chubut, en la provincia del Chubut (Argentina). Su nombre se refiere a la presencia de salitre en la tierra.
Durante el siglo XIX marcaba el límite de la colonia galesa de dicho valle. Actualmente existe un dique de donde nacen los canales de riego principales, llamado Boca Toma o Boca de la Zanja.
También se denomina así a toda el área sur del río Chubut a la altura de la comuna rural de 28 de Julio comprendiendo la zona al oeste de Maesteg e incluye el cementerio de Tyr Halen, la Turbina Crocket y la Capilla Salem. Las principales actividades de la zona son la agricultura y la ganadería.

## Mapa

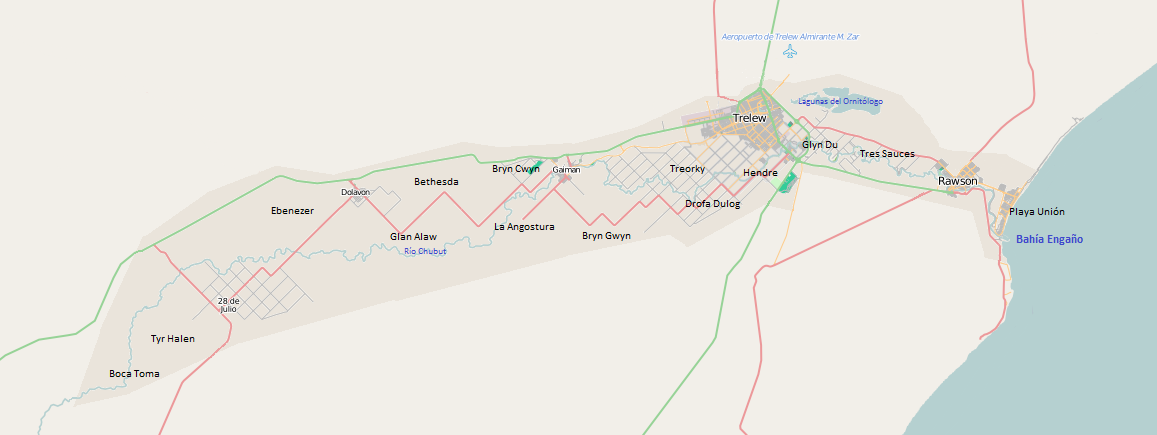
Mapa del valle con las localidades y zonas rurales